# روبرت بجلو
روبرت بجلو (بالإنجليزية: Robert Bigelow)‏ (و. 1945 – م) هو رائد أعمال، رجل أعمال من الولايات المتحدة الأمريكية ولد في الولايات المتحدة الأمريكية.

## التعليم
تعلم في جامعة ولاية أريزونا.